# Gloriafilm
Die Gloriafilm AG war eine Schweizer Filmproduktionsgesellschaft mit Sitz in Zürich. Sie war in den 1940er Jahren künstlerisch und in den 1950er Jahren wirtschaftlich die grösste Konkurrentin der Praesens-Film.

## Geschichte
Die Gloriafilm wurde 1940 mit dem Ziel gegründet, qualitativ hochstehende Filme in der Schweiz herzustellen. Erster Leiter der Spielfilmproduktion war Günther Stapenhorst. Nach dem Erfolg des ersten Films konnten ambitioniertere Filmprojekte in Angriff genommen werden. Stapenhorst sah die Notwendigkeit, den Nachwuchs zu fördern, und gab jungen Filmemachern die Möglichkeit, Filme zu drehen. Die Kritiker lobten zwar Menschen, die vorüberziehen von Max Haufler und Steibruch von Sigfrit Steiner, doch die Produktionsgesellschaft geriet durch die finanziellen Verluste in arge Schieflage.
Eine Reorganisation der Firmenleitung und eine Sanierung drängten sich auf. Stapenhorst verliess 1943 die Gloriafilm, und die Spielfilmproduktion wurde eingestellt. Produktionsleiter Heinrich Fueter verlagerte die Tätigkeit der Filmgesellschaft auf den weniger risikoreichen Auftrags- und Dokumentarfilm. Haufler und Steiner konnten dadurch weiterhin Filme drehen. Adolf Forter ersetzte Fueter 1947.
Max Dora übernahm 1947 die Gesamtleitung der Gloriafilm. Oscar Düby wurde die Spielfilmproduktion anvertraut. Es entstanden Palace Hotel und Die Venus von Tivoli unter der Regie von Leonard Steckel. Ein Grossaufgebot an einheimischen Schauspielern und Gaststars aus dem benachbarten Ausland sollte den Erfolg im In- und Ausland garantieren. Der nur mässige künstlerische Erfolg führte dazu, dass Düby die laufende Produktion von Uli der Knecht an Dora übergeben musste. Der unerwartete Erfolg dieses Films bestärkte die Firmenleitung darin, den Erfolg im einheimischen Markt zu suchen. Es folgten zwei Hörspielverfilmungen: Unter der Regie von Kurt Früh entstanden Polizischt Wäckerli und Oberstadtgass, die an den Kinokassen großen Erfolg hatten. Früh wurde zum Hausregisseur der Gloriafilm und übernahm 1956 zusätzlich die Leitung der Auftrags- und Dokumentarfilmproduktion. Ein weiterer Grosserfolg gelang mit Bäckerei Zürrer, den Früh nach einer eigenen Idee realisieren konnte.
Nach dem Misserfolg von Café Odeon zog sich der langjährige Hauptaktionär Hans M. Wettstein zurück. Dora tat sich nun mit seinem Konkurrenten Lazar Wechsler von der Praesens zusammen, der bei der Gloriafilm einstieg. Der erste erfolgreiche Film dieser Konstellation war Hinter den sieben Gleisen, aber bereits die Fortsetzung Der Teufel hat gut lachen konnte die finanziellen Erwartungen nicht mehr erfüllen. Die letzten drei Spielfilme wurden zusammen mit der Praesens produziert. Seine Kosten konnte Es Dach überem Chopf noch einspielen, doch der Misserfolg von Der 42. Himmel und Im Parterre links beendete endgültig die Spielfilmproduktion der Gloriafilm. Bis 1973 wurden noch einige Werbefilme gedreht.

## Spielfilme
- 1941: Emil, me mues halt rede mitenand!
- 1942: Menschen, die vorüberziehen
- 1942: Steibruch
- 1943: Matura-Reise
- 1952: Palace Hotel
- 1953: Die Venus vom Tivoli
- 1954: Uli der Knecht
- 1955: Polizischt Wäckerli
- 1956: Oberstadtgass
- 1957: Bäckerei Zürrer
- 1959: Café Odeon
- 1959: Hinter den sieben Gleisen
- 1960: Der Teufel hat gut lachen
- 1962: Es Dach überem Chopf
- 1962: Der 42. Himmel
- 1963: Im Parterre links